# Pebroteri
El pebroteri (Poebrotherium, 'bèstia menjadora d'herba' en llatí) és un gènere extint de camell. Visqué durant l'Oligocè i l'Eocè a Nord-amèrica.
Aquest animal d'1 m de longitud era més similar als camells moderns que el seu predecessor, Protylopus. El crani era similar al d'un llama.